# Nathalie Geeris
Nathalie Geeris (Haarlem, 20 december 1971) is een voormalig Nederlands voetbalster.

## Carrière
Op vijftienjarige leeftijd begon Geeris met voetbal toen haar oom vroeg of ze geen zin had om voor HFC Spaarnestad te gaan spelen. Ze had als meisje altijd al op straat gevoetbald tussen de jongens en besloot om op het voorstel in te gaan, met de voorwaarde dat handbal op de eerste plaats zou blijven. Al gauw bleek dat Geeris talent had en werd binnen een half jaar al uitgenodigd voor de Noord-Hollandse selectie en Jong Oranje. Op zestienjarige leeftijd kwam ze zelfs bij het Nederlands elftal terecht. Op advies van de bondscoach verliet ze toen haar vereniging voor Ter Leede om op een hoger niveau te gaan voetballen en zo in beeld te blijven voor het nationale elftal. 
Na een interland tegen Zweden werd Geeris gescout door een Amerikaanse universiteit. In die wedstrijd scoorde ze beide doelpunten. In Amerika hoefde ze zich alleen op het voetbal en haar studie te concentreren, terwijl haar studiekosten, 42.000 gulden per jaar, volledig vergoed werden door de school. Ze werd in die periode tweemaal verkozen tot speelster van het jaar en werd eenmaal topschutter.
Hierna vertrok Geeris naar het Japanse Suzuyo Shimizu voor een proefperiode. Ze streed daar met een Zweedse en twee Amerikaanse voetbalsters om een profcontract. De clubleiding besloot om pas na een groot toernooi een beslissing te nemen. Doordat de werkvergunning niet in orde was moest ze echter de eerste wedstrijd missen. Nadat de Japanners voor de tweede wedstrijd de papieren alsnog voor elkaar hadden gemaakt, kon Geeris in de tweede wedstrijd alsnog spelen. Shimizu verloor die wedstrijd na een strafschoppenserie en tot overmaat van ramp miste Geeris de beslissende. De clubleiding bood haar desondanks toch een profcontract aan, die ze volgens eigen zeggen tweemaal moest doorlezen om te beseffen wat haar aangeboden was. “Alles is tot in de puntjes geregeld. Een luxueus appartement, een tolk, een paar vliegtickets naar Nederland en vijf keer per week privé-lessen Japans.” Dat laatste was op eigen aandringen, daar ze een sociaal leven in Japan op wou bouwen en daarvoor de taal machtig moest zijn. Na een korte terugkeer bij Ter Leede vertrok ze naar Shimizu. Later zou ze ook nog bij ALS Böljan uit Zweden gaan spelen. Nadat Geeris in 1992 naar Amerika vertrok werd ze niet meer opgeroepen voor het Nederlands elftal.

## Trivia
- In 1994 speelde Geeris bij Franklin Pierce College, dat jaar scoorde ze 24 doelpunten en gaf ze 23 assists.
- Geeris was in 1996 de eerste Nederlandse voetbalster die een contract in Japan tekende.